# Jacana jacana
La jacana dai bargigli (Jacana jacana (Linnaeus, 1766)) è un uccello dell'ordine dei Caradriiformi (Charadriiformes) originario dell'America meridionale.

## Descrizione

### Dimensioni
Misura 21–25 cm di lunghezza, per un peso di 81-118 g nel maschio e 129-151 g nella femmina. L'apertura alare è di 40 cm.

### Aspetto
Il lungo becco giallastro è rivestito superiormente da una placca frontale bilobata color rosso lampone e inferiormente da escrescenze carnose pendenti, alle quali la specie deve il nome di jacana dai bargigli. Le lunghe zampe grigio-verdi terminano con dita straordinariamente sottili e allungate. La testa, il collo e le parti inferiori formano una zona continua di colore nero. Il dorso e la stragrande maggioranza delle ali presentano una bella colorazione castano-bordeaux brillante. Le remiganti formano un'ampia fascia di colore giallo chiaro molto visibile in volo e terminano con un bordo esterno nero o marrone scuro. La regione dell'articolazione carpale e dello sperone è di un giallo molto brillante. La femmina è nettamente più grande e più robusta del maschio e spesso presenta una sfumatura bluastra sulla parte superiore dello scudo frontale. I giovani sono molto simili nell'aspetto a quelli della jacana spinosa, ma hanno lo scudo frontale bilobato e non trilobato. Le caruncole sotto il becco sono spesso assenti. Nelle sottospecie intermedia e hypomelaena il piumaggio è più scuro e alcuni individui presentano zone castane sui fianchi e la zona anale. La sottospecie peruviana ricorda la jacana spinosa. Gli immaturi di hypomelaena si differenziano da tutti gli altri giovani per avere le penne ascellari e le copritrici sottoalari di colore marrone scuro o nero.

### Voce
Le jacane dai bargigli hanno un repertorio vocale molto vario e sono in grado di produrre una gamma di suoni che vanno da un chiacchiericcio amichevole a vocalizzazioni rumorose e sgradevoli. Grugniti, risatine, miagolii fanno tutti parte del loro repertorio. Quando sono in cerca di cibo, effettuano parate nuziali o localizzano un pericolo immediato producono un kee-kee-kee-kee piuttosto acuto. Quando difendono il loro territorio dai rivali emettono dei rimproveri striduli, specialmente durante gli inseguimenti aerei. Quando fuggono lanciano dei chùff-fit, chiff-fit lamentosi e nasali. Dei dolci miagolii, invece, assicurano la comunicazione tra genitori e pulcini all'interno del gruppo familiare.

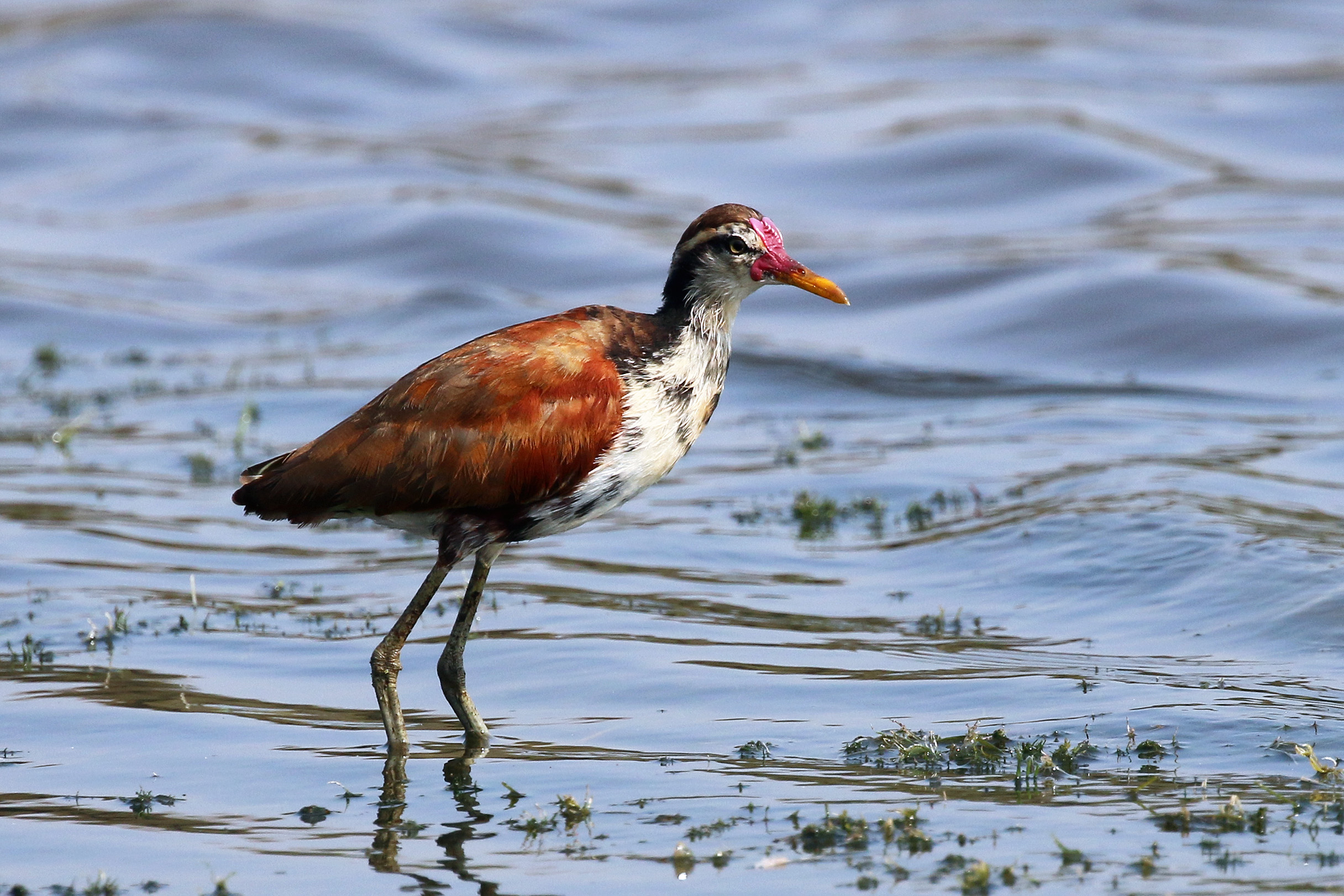
Giovane di J. j. jacana nel Pantanal (Brasile)
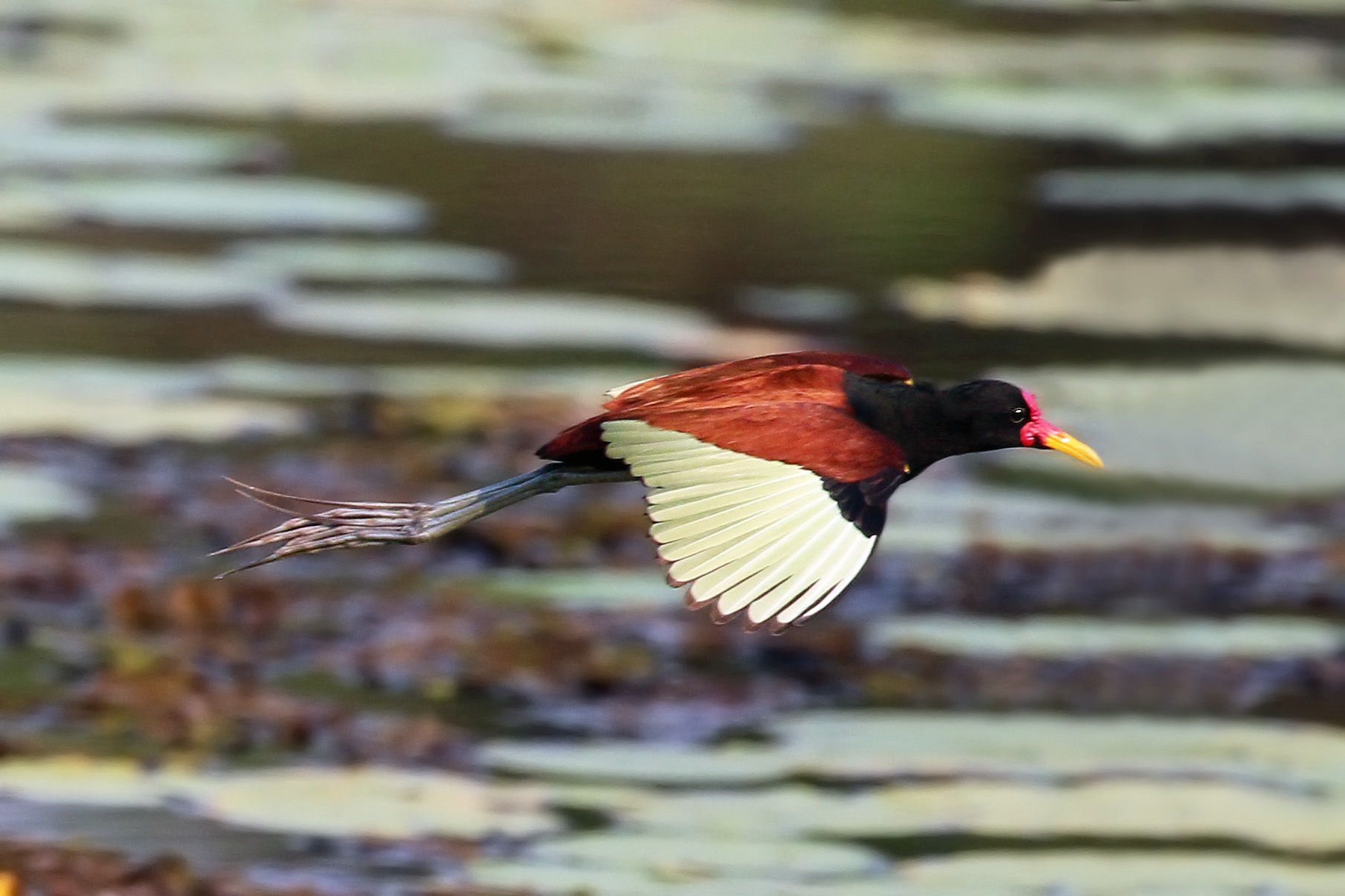
J. j. jacana in volo nel Pantanal (Brasile)
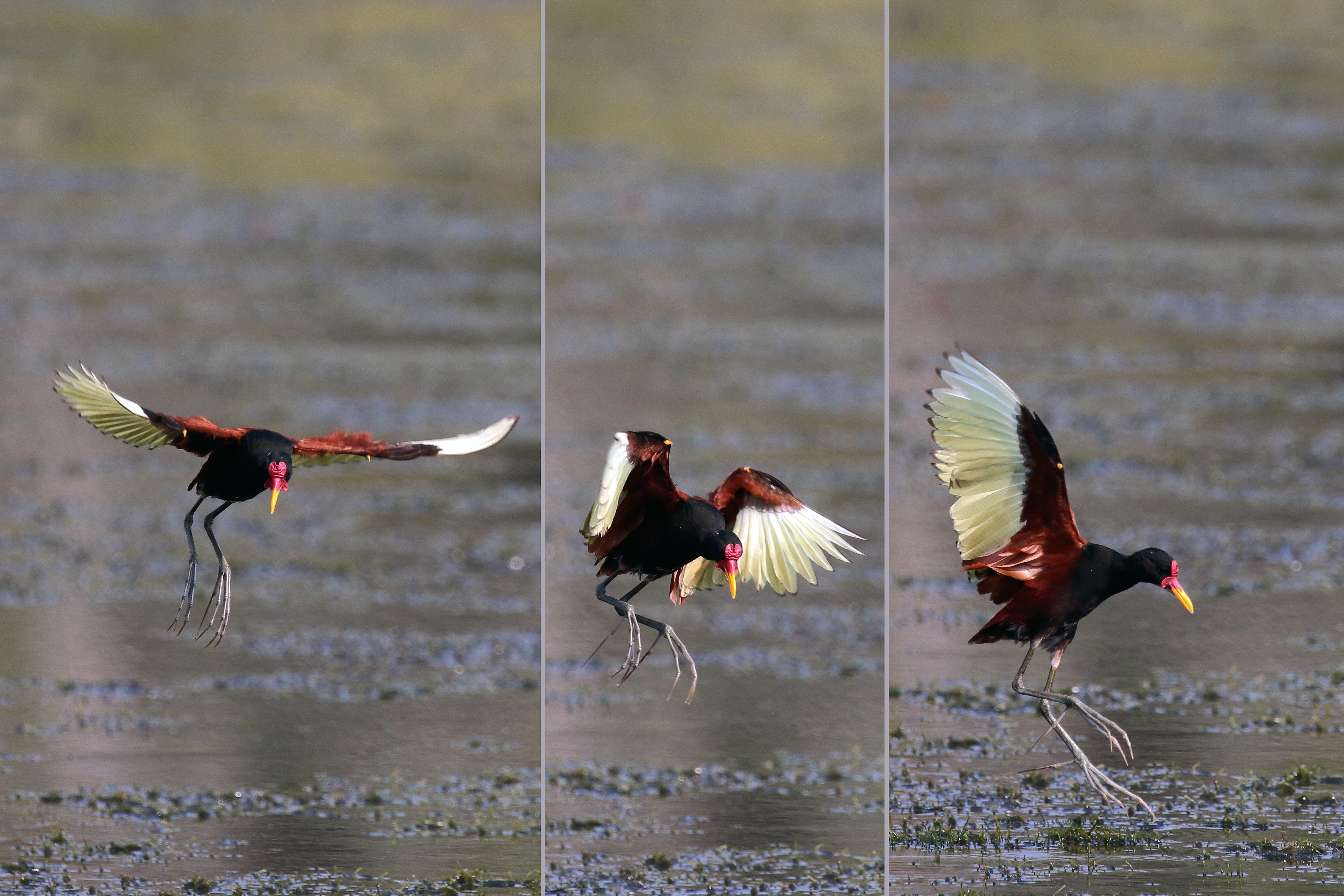
J. j. jacana in fase di atterraggio nel Pantanal (Brasile)

## Biologia
Le jacane dai bargigli vivono da sole o in gruppi familiari più o meno coesi sparsi lungo le rive. Questi uccelli vanno in cerca di cibo camminando con passo ondeggiante sulle foglie della vegetazione galleggiante che beccano rapidamente per raccogliere i piccoli animaletti. Quando vengono disturbate, le jacane dai bargigli sollevano le ali verticalmente, mettendo in mostra la colorazione giallastra delle remiganti. Se si sentono minacciate, possono librarsi in volo a pelo d'acqua con una serie di battiti d'ala rigidi alternati a brevi voli planati accompagnati da grida di protesta. Quando sono in volo, questi limicoli assumono una postura caratteristica, trascinandosi dietro le lunghe zampe e le dita dei piedi simili a ragni. Queste jacane sono buone nuotatrici, ma usano raramente queste abilità. Mettono in mostra un atteggiamento rumoroso e molto aggressivo per spaventare caimani e serpenti acquatici.

### Alimentazione
Le jacane dai bargigli si nutrono principalmente di insetti e di altri invertebrati. Fatta eccezione per alcuni semi, la maggior parte delle sostanze vegetali viene ingerita accidentalmente o fortuitamente. Tuttavia, in Guyana, in una piantagione di riso, il 20% della dieta di questi animali è costituito da semi. Questi uccelli spigolano sulla superficie delle piante acquatiche, colpendo con il becco le radici che hanno precedentemente rivoltato.

### Riproduzione
Le femmine di questa specie hanno una costituzione più robusta dei maschi; spetta quindi a loro combattere per potersi accoppiare. Gli scontri sono violenti e gli speroni posti sulle ali spesso infliggono gravi ferite. La femmina che risulta vincitrice ottiene il diritto di accoppiarsi con più partner (di solito fino a tre). Tuttavia, il numero dei partner può variare a seconda delle dimensioni e della qualità del loro territorio: più un'area è ricca di vegetazione galleggiante e di ninfee, più la superficie dei territori è piccola e potenzialmente elevato sarà il numero dei partner. Non abbiamo molti dati sui costumi riproduttivi della coppia, ma è lecito affermare che i ruoli sono invertiti, in quanto il maschio si fa carico dei compiti principali e delle cure parentali e la femmina si fa carico di sorvegliare i territori e di inseguire gli intrusi che oltrepassano i confini: un comportamento del tutto simile a quello della jacana spinosa. Il nido è di piccole dimensioni ed è spesso sommerso; viene costruito con un misto di steli e di piante acquatiche varie. La nidiata comprende 4 uova che vengono covate per 28 giorni dal solo maschio. Anche la cura e l'educazione dei giovani sono di sua competenza. Alla schiusa i pulcini sono ricoperti di piumino bianco sulle parti inferiori e marrone-cannella su quelle superiori. Il periodo dell'involo e il raggiungimento della maturità sessuale sembrano identici a quello della jacana spinosa. Il maschio non si accoppia durante il periodo di incubazione e durante le lunghe settimane in cui si prende cura della prole. La femmina depone regolarmente covate sostitutive separate da un intervallo di 8 giorni. I nuclei familiari possono variare di continuo e le femmine vicine non esitano a sopprimere fisicamente alcune covate quando vogliono spingere un maschio ad accoppiarsi con loro. Di conseguenza, il successo riproduttivo è più basso.

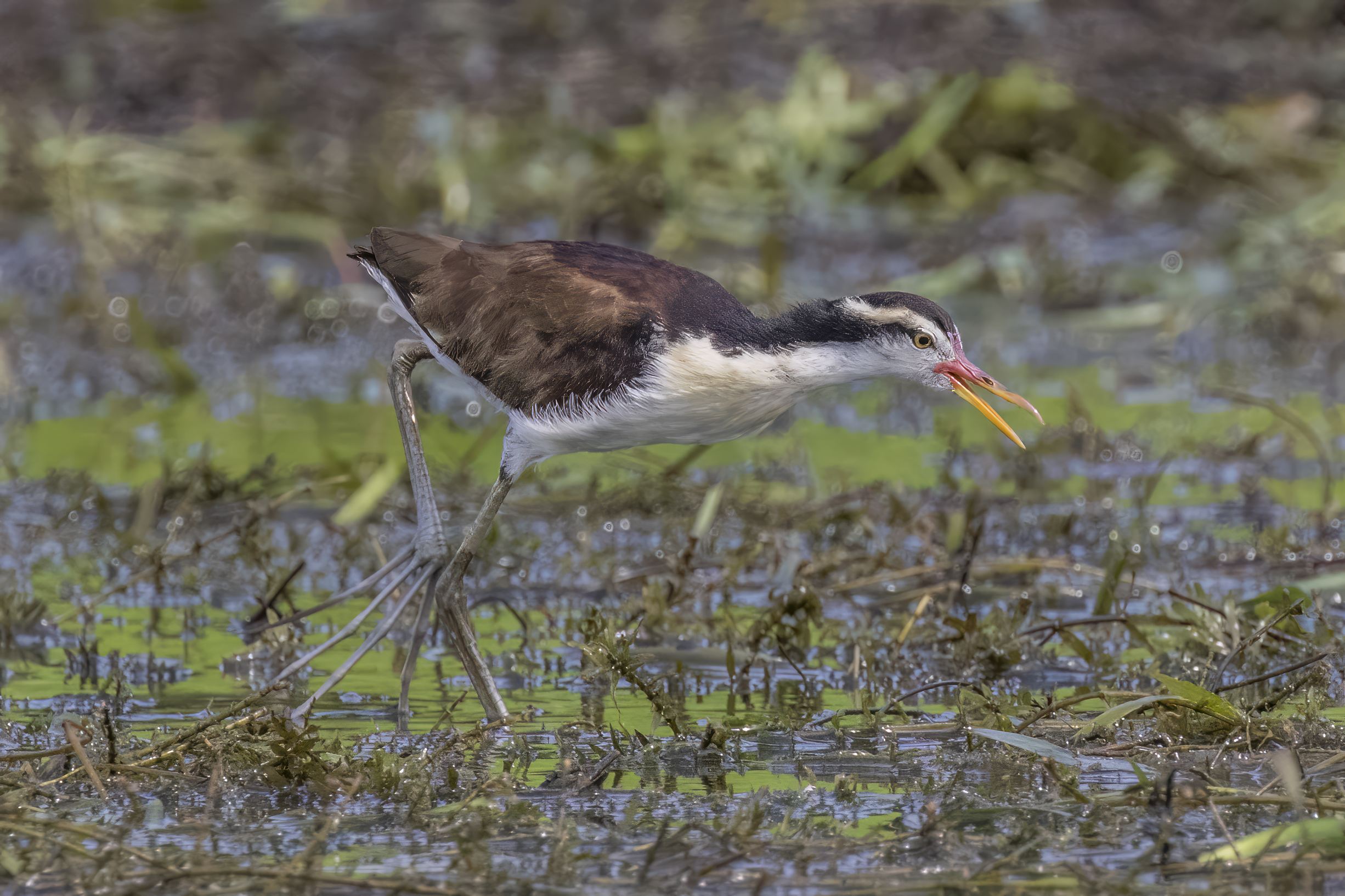
Immaturo di J. j. hypomelaena sul Río Chagres (Panama)
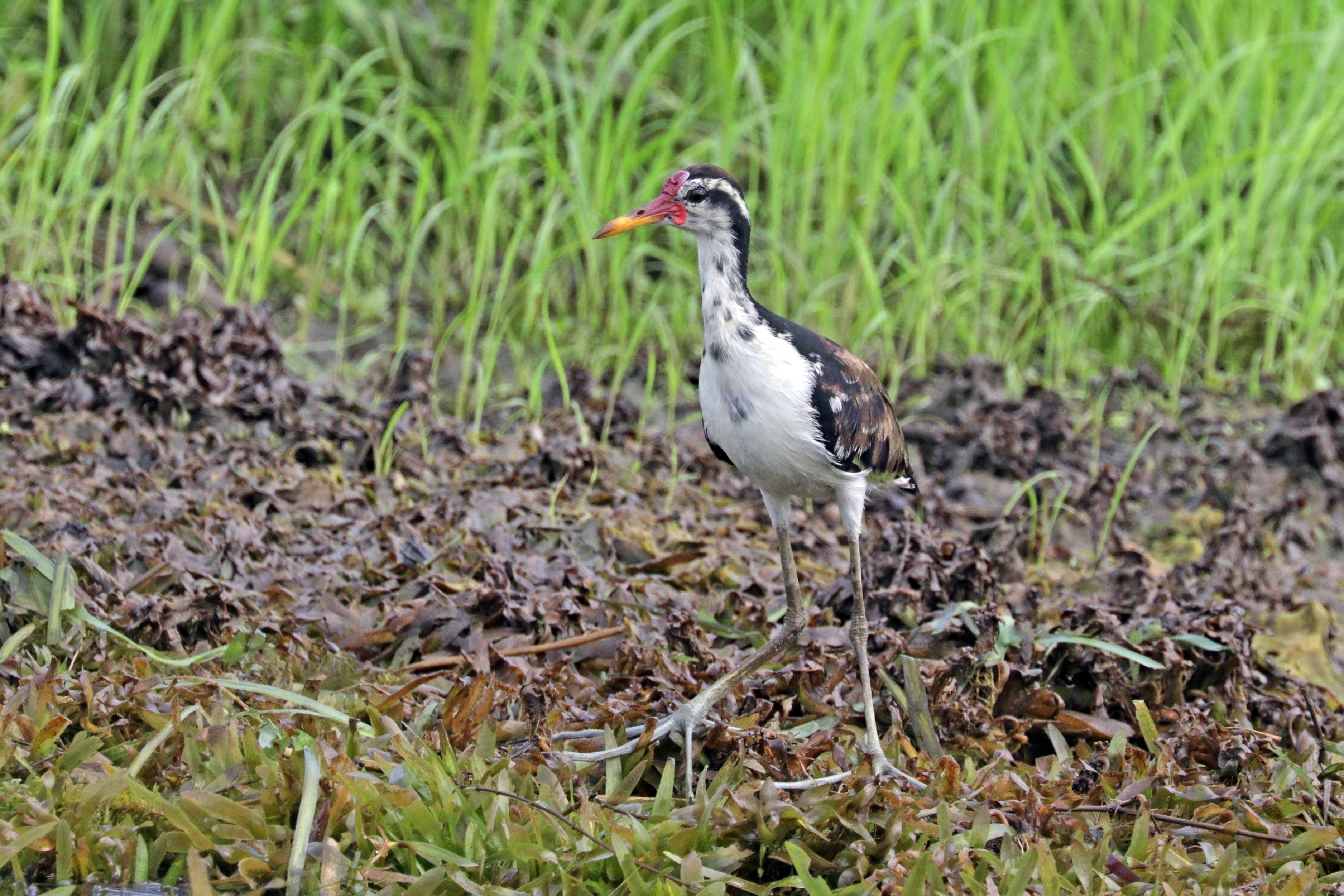
Subadulto di  J. j. hypomelaena sul Río Chagres (Panama)
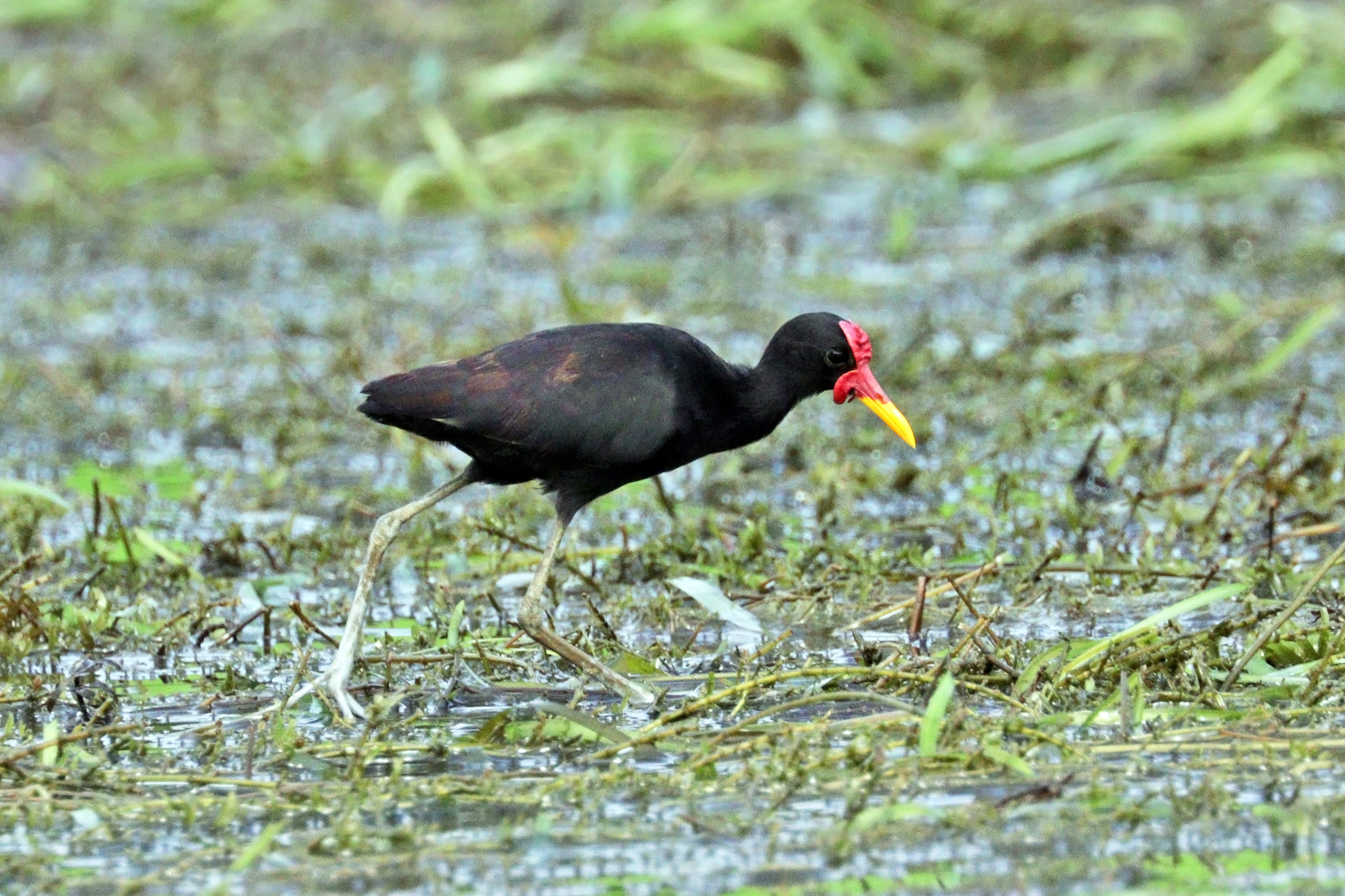
Adulto di J. j. hypomelaena sul Río Chagres (Panama)

## Distribuzione e habitat
Le jacane dai bargigli sono originarie della parte settentrionale del continente sudamericano, dal Panama fino all'Uruguay, al Paraguay e al nord dell'Argentina. Il territorio del Brasile è interamente compreso all'interno dell'areale (sottospecie nominale). Ne vengono ufficialmente riconosciute sei sottospecie; esse, da nord a sud, sono:
- J. j. hypomelaena (G. R. Gray, 1846), diffusa dal Panama centro-occidentale (Veraguas) al nord della Colombia (valle del Río Magdalena); in America centrale si incontra a nord fino al Nicaragua;
- J. j. melanopygia (P. L. Sclater, 1857), diffusa dalla Colombia occidentale (valle del Río Cauca) al Venezuela occidentale (lago di Maracaibo);
- J. j. intermedia (P. L. Sclater, 1857), diffusa nell'Ecuador nord-orientale, nella Colombia orientale, nel Venezuela centro-settentrionale e nell'isola di Trinidad;
- J. j. jacana (Linnaeus, 1866), diffusa dal Venezuela meridionale e dalle Guyane verso sud, attraverso tutto il Brasile, fino alla Bolivia, al nord dell'Argentina e all'Uruguay;
- J. j. scapularis Chapman, 1922, diffusa nelle pianure dell'Ecuador occidentale e del Perù nord-occidentale (Tumbes);
- J. j. peruviana J. T. Zimmer, 1930, diffusa nel Perù nord-orientale (corso inferiore del Río Ucayali), nel Brasile nord-occidentale e nell'estremità sud-orientale della Colombia (Leticia).

Le jacane dai bargigli frequentano le zone umide d'acqua dolce permanenti o temporanee caratterizzate dalla presenza di vegetazione galleggiante o emergente come fiori di loto o ninfee. Si alimentano in acque poco profonde e nelle praterie e nei campi coltivati ad esse adiacenti. In Guyana nidificano nei fossi, nei canali e nei piccoli bacini artificiali e si alimentano abbastanza regolarmente nelle vicine risaie.

## Conservazione
Secondo BirdLife International la jacana dai bargigli non è minacciata a livello globale, ma la sopravvivenza della specie dipende molto dalla conservazione delle zone umide naturali. Lo sviluppo della risicoltura, come nel caso della Guyana, può fornire loro ulteriori siti favorevoli o produrre effetti opposti quando non è adeguatamente effettuata in maniera consapevole. Anche lo sviluppo dei pascoli e delle boscaglie associato alla creazione di piccoli bacini artificiali ha prodotto condizioni favorevoli in gran parte dell'America meridionale. Tuttavia, la bonifica di alcune zone umide in America centrale costituisce una minaccia in alcune aree. Per il momento, comunque, queste attività non mettono seriamente in discussione il futuro della specie, che rimane comune in tutto l'areale.